# ATP Finals 2018 - Đơn
Grigor Dimitrov là nhà vô địch năm 2017, nhưng không đủ điều kiện để tham dự giải năm 2018.
Alexander Zverev giành được danh hiệu, đánh bại Novak Djokovic ở trận chung kết, 6–4, 6–3.
Kevin Anderson và John Isner có lần đầu tiên tham dự sự kiện này. Juan Martín del Potro đã giành quyền tham dự lần đầu tiên kể từ năm 2013, nhưng đã phải rút lui vì chấn thương đầu gối. Kei Nishikori thay thế anh tham dự sự kiện này.
Novak Djokovic và Rafael Nadal có cuộc cạnh tranh cho vị trí số 1 ATP cuối năm, nhưng Nadal đã phải rút lui vì chấn thương ở bụng (và được thay thế bởi Isner). Do đó Djokovic kết thúc năm với tư cách tay vợt số 1 thế giới.

## Các hạt giống
1. Novak Djokovic (Á quân)
2. Roger Federer (Bán kết)
3. Alexander Zverev (Vô địch)
4. Kevin Anderson (Bán kết)
5. Marin Čilić (Vòng bảng)
6. Dominic Thiem (Vòng bảng)
7. Kei Nishikori (Vòng bảng)
8. John Isner (Vòng bảng)

## Các tay vợt thay thế
1. Karen Khachanov (Không thi đấu)
2. Borna Ćorić (Không thi đấu)

## Kết quả

### Từ viết tắt
| - Q = Vòng loại - WC = Đặc cách - LL = Thua cuộc may mắn - Alt = Thay thế - SE = Miễn đặc biệt | - PR = Bảo toàn thứ hạng - w/o = Thắng nhờ đối thủ rút lui trước trận đấu - r = Bỏ cuộc giữa trận đấu - d = Bị xử thua - SR = Xếp hạng đặc biệt |

### Nhánh đấu chung kết
|  | Bán kết | Bán kết          | Bán kết | Bán kết          | Bán kết |   |                | Chung kết | Chung kết | Chung kết | Chung kết | Chung kết |  |
|  |         |                  |         |                  |         |   |                |           |           |           |           |           |  |
|  | 1       | Novak Djokovic   | 6       | 6                |         |   |                |           |           |           |           |           |  |
|  | 1       | Novak Djokovic   | 6       | 6                |         |   |                |           |           |           |           |           |  |
|  | 4       | Kevin Anderson   | 2       | 2                |         |   |                |           |           |           |           |           |  |
|  | 4       | Kevin Anderson   | 2       | 2                |         | 1 | Novak Djokovic | 4         | 3         |           |           |           |  |
|  |         |                  |         |                  |         | 1 | Novak Djokovic | 4         | 3         |           |           |           |  |
|  |         |                  | 3       | Alexander Zverev | 6       | 6 |                |           |           |           |           |           |  |
|  | 2       | Roger Federer    | 3       | Alexander Zverev | 6       | 6 | 5              | 65        |           |           |           |           |  |
|  | 2       | Roger Federer    |         |                  |         |   |                |           |           |           |           |           |  |
|  | 3       | Alexander Zverev | 7       | 7                |         |   |                |           |           |           |           |           |  |

### BảngGuga Kuerten
|   |                  | Djokovic      | Zverev             | Čilić              | Isner              | Thg–Th VB | Set Thg–Th  | Game Thg–Th   | Xếp hạng |
| 1 | Novak Djokovic   |               | 6–4, 6–1           | 7–6(9–7), 6–2      | 6–4, 6–3           | 3–0       | 6–0 (100%)  | 37–20 (64.9%) | 1        |
| 3 | Alexander Zverev | 4–6, 1–6      |                    | 7–6(7–5), 7–6(7–1) | 7–6(7–5), 6–3      | 2–1       | 4–2 (66.7%) | 32–33 (49.2%) | 2        |
| 5 | Marin Čilić      | 6–7(7–9), 2–6 | 6–7(5–7), 6–7(1–7) |                    | 6–7(2–7), 6–3, 6–4 | 1–2       | 2–5 (28.6%) | 38–41 (48.1%) | 3        |
| 8 | John Isner       | 4–6, 3–6      | 6–7(5–7), 3–6      | 7–6(7–2), 3–6, 4–6 |                    | 0–3       | 1–6 (14.3%) | 30–43 (41.1%) | 4        |

### BảngLleyton Hewitt
|   |                | Federer       | Anderson        | Thiem           | Nishikori     | Thg–Th VB | Set Thg–Th  | Game Thg–Th   | Xếp hạng |
| 2 | Roger Federer  |               | 6–4, 6–3        | 6–2, 6–3        | 6–7(4–7), 3–6 | 2–1       | 4–2 (66.6%) | 33–25 (56.9%) | 1        |
| 4 | Kevin Anderson | 4–6, 3–6      |                 | 6–3, 7–6(12–10) | 6–0, 6–1      | 2–1       | 4–2 (66.6%) | 32–22 (59.3%) | 2        |
| 6 | Dominic Thiem  | 2–6, 3–6      | 3–6, 6–7(10–12) |                 | 6–1, 6–4      | 1–2       | 2–4 (33.3%) | 26–30 (46.4%) | 3        |
| 7 | Kei Nishikori  | 7–6(7–4), 6–3 | 0–6, 1–6        | 1–6, 4–6        |               | 1–2       | 2–4 (33.3%) | 19–33 (36.5%) | 4        |

Vị trí xếp hạng được xác định bởi: 1) Số trận thắng; 2) Số trận đã thi đấu; 3) Trường hợp 2 tay vợt cùng chỉ số, xét thành tích đối đầu; 4) Trường hợp 3 tay vợt cùng chỉ số, xét tỉ lệ phần trăm set thắng, rồi đến tỉ lệ phần trăm game thắng, rồi đến thành tích đối đầu; 5) Xếp hạng ATP